# مارتين ريكو
مارتين ريكو (بالإسبانية: Martín Rico)‏ هو رسام إسباني، ولد في 12 نوفمبر 1833 في مدريد في إسبانيا، وتوفي في 13 أبريل 1908 في البندقية في إيطاليا.